# 皮埃爾·皮維·德·夏凡納
皮埃爾·皮維·德·夏凡納（法語：Pierre Puvis de Chavannes，法語發音：[pjɛʁ pyvi də ʃavan]；1824年12月14日—1898年10月24日），或譯夏宛。19世紀後期法國畫家，也是國家美術協會的共同創辦人與主席，對許多其他藝術家產生影響。

## 早期生活和教育
皮维·德·夏凡纳于1824年12月14日出生在法国里昂郊区，出生名皮埃尔-塞西尔·皮维（Pierre-Cécile Puvis）。他是一位矿业工程师的儿子，是勃艮第一个古老的贵族家庭的后裔。后来他在自己的名字中加上了祖传的“de Chavannes”。在他的一生中，他拒绝了自己的里昂血统，更愿意认同他父亲的勃艮第人的“强大”血统。
皮维·德·夏凡纳在亚眠学院和巴黎的亨利四世中学接受教育。他打算继承他父亲的职业，直到1844年和1845年，一场大病迫使他与他的哥哥和嫂子在马孔疗养，这中断了他的学习。一次意大利之行让他的思想豁然开朗，1846年回到巴黎后，他宣布自己打算成为一名画家。
他首先在欧仁·德拉克罗瓦手下学习，但时间很短，因为德拉克罗瓦不久后就因健康状况不佳关闭了工作室。随后，他在亨德里克·斯海弗和托马·库蒂尔手下学习。他的训练并不是古典式的，因为他发现自己更喜欢单独工作。他在里昂火车站附近租了一个大画室，并参加了美术学院的解剖学课程。直到若干年后，法国政府收购了他的一幅作品，他才获得广泛的认可。
1850年，皮维·德·夏凡納以《死亡的基督》、《持剑的黑小子》、《阅读课》和《一个人的肖像》首次亮相沙龙。

## 畫作

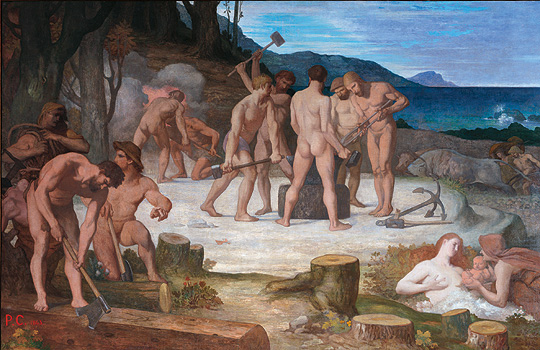
Musée de Picardie. 镜头 H.Maertens (1863)
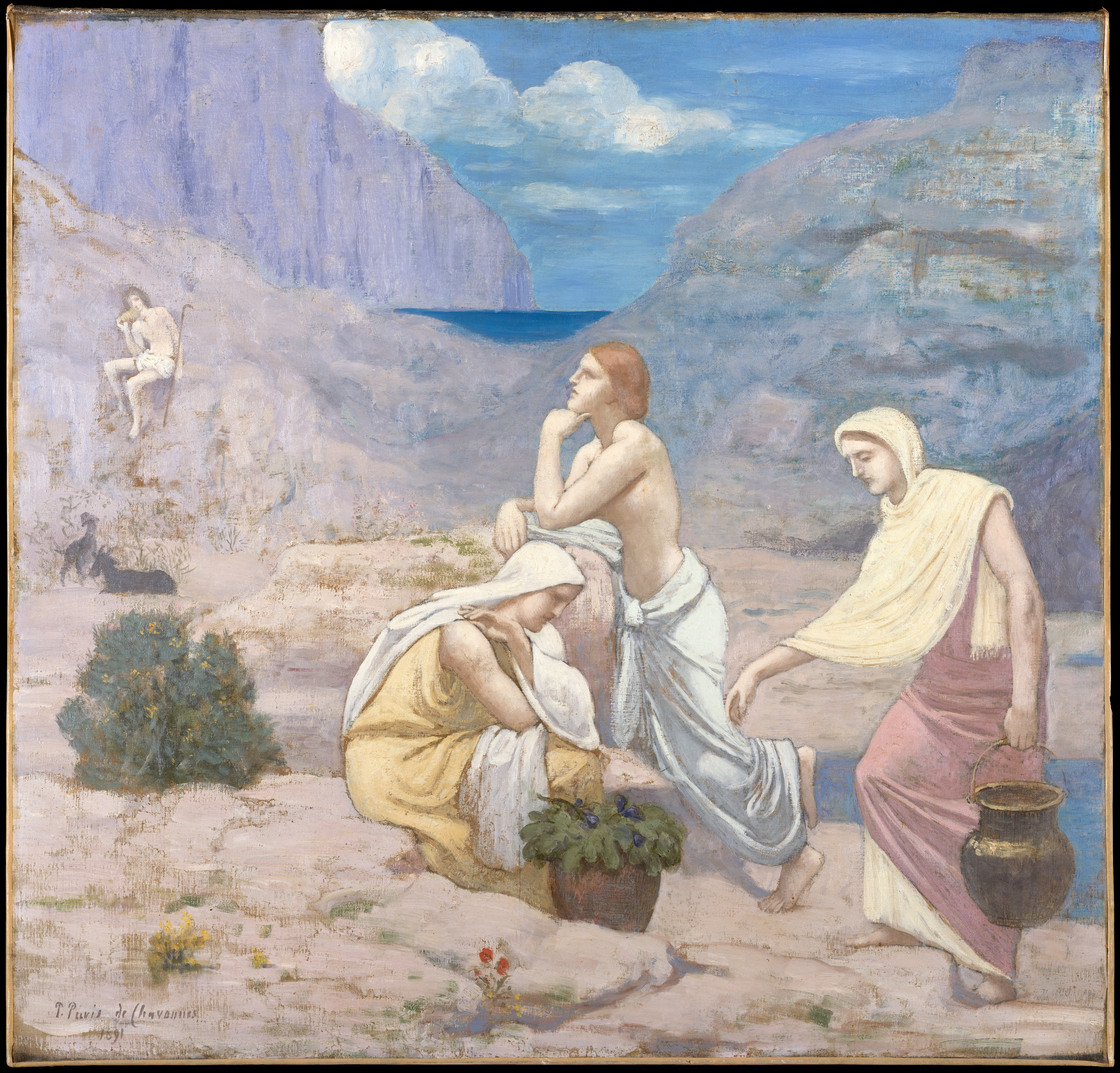
Magdalena (1897)
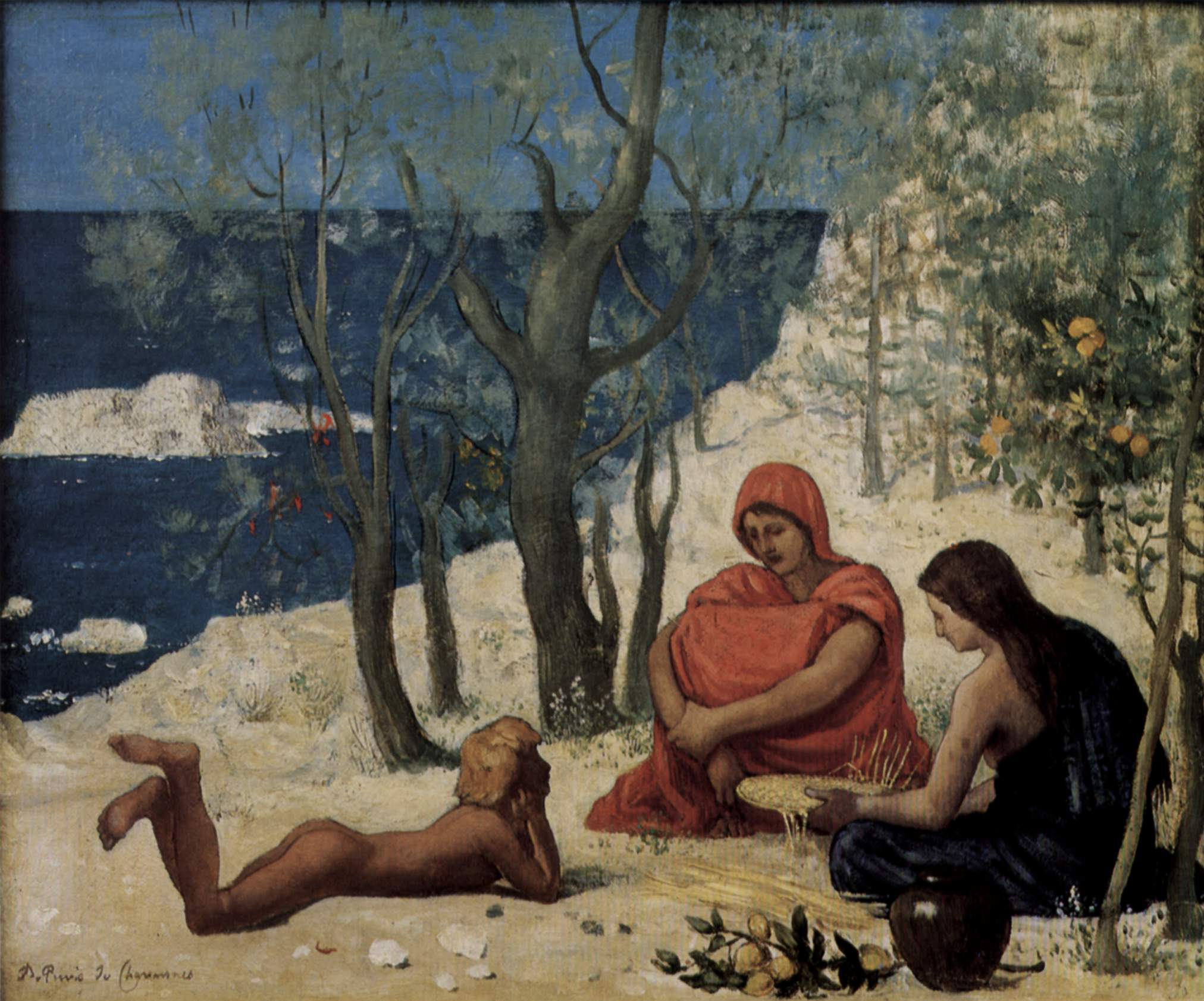
The White Rocks (1898)

## 延伸閱讀
- Shaw, Jennifer L., Dream States: Puvis De Chavannes, Modernism, and the Fantasy of France (2002), Yale University Press, ISBN 0-300-08382-3

## 外部連結
- Commercial Art Gallery Guide （页面存档备份，存于）
- Pierre Puvis de Chavannes at artchive.com （页面存档备份，存于）